# Тессема (река)
Тессема — река в Таймырском Долгано-Ненецком районе Красноярского края России, протекает по полуострову Челючкин, впадает в бухту Тессема пролива Вилькицкого Карского моря. Длина реки — 123 км, площадь водосборного бассейна — 1720 км².
Названа в честь Петера Тессема, спутника Амундсена в экспедиции на шхуне «Мод» (1918–1925).
Исток реки находится на севере полуострова Таймыр, река стекает с северных склонов плато Лодочникова на высоте более 215 м над уровнем моря. В верховьях течёт преимущественно на северо-запад по арктической тундре. Приняв слева ручей Крайний, делает крутой изгиб и поворачивает на северо-восток и далее — на север. Берега чаще песчаные, редко — заболоченные. Впадает с юга в бухту Тессема пролива Вилькицкого Карского моря, образуя дельту, в 110 к северу от устья реки Ленинградской. В нижнем течении ширина русла достигает 271 м при глубине 0,6 м, скорость течения в низовьях — 0,5 м/с.
Основной приток — река Берга длиной 62 км (правый).

## Данные водного реестра
По данным государственного водного реестра России и геоинформационной системы водохозяйственного районирования территории РФ, подготовленной Федеральным агентством водных ресурсов:
- Бассейновый округ — Енисейский
- Речной бассейн — Нижняя Таймыра
- Речной подбассейн — нет
- Водохозяйственный участок — Нижняя Таймыра (включая озеро Таймыр) и другие реки бассейна Карского моря от западной границы бассейна реки Каменная до мыса Прончищева
- Код объекта в государственном водном реестре — 17030000112116100156110[3].